# Tassullo
Tassullo is een gemeente in de Italiaanse provincie Trente (regio Trentino-Zuid-Tirol) en telt 1856 inwoners (31-12-2004). De oppervlakte bedraagt 13,5 km², de bevolkingsdichtheid is 137 inwoners per km².
De volgende frazioni maken deel uit van de gemeente: Rallo, Sanzenone, Pavillo, Campo.

## Demografie
Tassullo telt ongeveer 715 huishoudens. Het aantal inwoners steeg in de periode 1991-2001 met 1,0% volgens cijfers uit de tienjaarlijkse volkstellingen van ISTAT.
| Jaar | Inwoneraantal |
| ---- | ------------- |
| 1991 | 1773          |
| 2001 | 1790          |

## Geografie
De gemeente ligt op ongeveer 546 m boven zeeniveau.
Tassullo grenst aan de volgende gemeenten: Sanzeno, Cles, Taio, Tuenno, Nanno.